# Antoni Roura
Antoni Roura (1860 - 1910) va ser una advocat català que va formar part del círcol format per amics del poeta Joan Maragall.
Va ser company de Joan Maragall i Gorina a la facultat de dret de Barcelona, on comparteix amb ell els anys de joventut, les tertúlies a l'Ateneu Barcelonès, les lectures i la música. També compartia amb el seu amic l'interès pels escriptors alemanys, i va fer plans per a traduir Reisebilder, 1826-31 (Quadres de viatges) de Heinrich Heine, si bé no va arribar a fer-ho. Roura era l'amic més intim de Maragall i amb el que va mantenir una relació epistolar de les més extenses, amb 188 cartes datades entre 1886 i 1910. És en aquestes cartes personals on es pot descobrir molts dels pensaments del poeta modernista.
Va viure a Vilafranca del Penedès on era registrador de la propietat i el 1890 es va traslladar a les Filipines també com a registrador.